# Natacha Koutchoumov
 (août 2022).
Si vous disposez d'ouvrages ou d'articles de référence ou si vous connaissez des sites web de qualité traitant du thème abordé ici, merci de compléter l'article en donnant les références utiles à sa vérifiabilité et en les liant à la section « Notes et références ».
Natacha Koutchoumov est une actrice, metteur en scène, auteure et pédagogue franco-suisse. Elle est codirectrice de la Comédie de Genève de 2017 à 2023.

## Biographie
D'origine russe et italienne par son père, écossaise et française par sa mère, Natacha Koutchoumov est née à Genève en Suisse. 
Elle commence le théâtre à l'adolescence en suivant les ateliers du Conservatoire de Genève. Après son bac elle part à New York et passe une année à la Fordham University, se concentrant sur le théâtre. Elle part ensuite à Paris où elle étudie les Lettres modernes à la Sorbonne. Elle réussit le concours de l'ENSATT, à Paris, où elle poursuit sa formation de comédienne durant trois ans. 
Dès sa sortie d'école, elle travaille régulièrement au théâtre et au cinéma, à la fois en France et en Suisse. 
Elle enseigne régulièrement à la HETSR (Manufacture - Haute école des arts de la scène de Suisse Romande), à la HEAD et à L'ECAL.
En janvier 2017 elle est nommée co-directrice de la Comédie de Genève en binôme avec Denis Maillefer. Elle annonce en février 2022 qu'elle ne briguera pas un deuxième mandat en 2023.  En été de la même année, elle précise qu'elle entend se consacrer à la lutte contre les maltraitances que subissent les enfants autistes en foyer, dont son propre fils a été victime,.

## Filmographie

### Cinéma
- 2000 : Vatel de Roland Joffé
- 2000 : Change moi ma vie de Liria Bégéja
- 2002 : Un homme sans histoire de Pierre Maillard
- 2003 : Garçon stupide de Lionel Baier (nommée meilleur second rôle au prix du cinéma Suisse)
- 2004 : La confiance règne d'Étienne Chatiliez
- 2006 : Comme des voleurs (à l'est) de Lionel Baier
- 2008 : Un autre homme de Lionel Baier (compétition officielle festival de Locarno)
- 2009 : Comme le temps passe de Cathy Verney (court-métrage)
- 2010 : Dernier étage, gauche, gauche de Angelo Cianci
- 2012 : Opération Libertad de Nicolas Wadimoff (quinzaine des réalisateurs, Festival de Cannes 2012)
- 2015 : Le barrage de Samuel Grandchamp (court-métrage) Léopard d'or au festival de Locarno

### Télévision
- 2001 : L'Héritier de Christian Karcher
- 2001 : Génération 01 de Jean Marc Frohle et Noël Tortajada
- 2004 : Vénus et Apollon épisode 8
- 2005 : Marilou série de Yves Mathey et Véronique Amstutzt
- 2006 : Marilou
- 2006 : Les Archives secrètes de Noël Tortajada
- 2006 : Pas de panique de Denis Rabaglia (prix du cinéma suisse du meilleur second rôle)
- 2009 : T'es pas la seule ! de Pierre-Antoine Hiroz
- 2010 : 10 de Jean-Laurent Chautems, série
- 2016 : Ma vie de Courgette de Claude Barras

## Théâtre

### Comédienne
- 1998 : Les Trois Sœurs de Anton Tchekhov, mise en scène Maria Zachenska
- 1999 : Les Deux Gentilshommes de Vérone de William Shakespeare, mise en scène Adel Hakim
- 1999 : Quoi l’Amour de Roland Fichet, mise en scène Adel Hakim, Théâtre des Quartiers d'Ivry
- 2000 : Le Triomphe de l'amour de Marivaux, mise en scène Guy Freixe
- 2000 : Peer Gynt d'Ibsen, récitante avec l'orchestre de la Suisse Romande
- 2002 : Les Jumeaux vénitiens de Goldoni, mise en scène Adel Hakim, Théâtre des Quartiers d'Ivry
- 2003 : Sallinger de Bernard-Marie Koltès, mise en scène Élisabeth Chailloux, Théâtre des Quartiers d'Ivry
- 2003 : Cinzano de Ludmila Petrouchevskaïa, mise en scène Roman Kozak
- 2004 : Je vous ai apporté un disque de Denis Maillefer
- 2005-2006 : Ce soir on improvise de Pirandello, mise en scène Adel Hakim
- 2008 : Les Estivants de Maxime Gorki, mise en scène Robert Bouvier, Comédie de Genève
- 2010 : Looking for Marilyn (and me) : Denis Maillefer
- 2013 : Un mari idéal d'Oscar Wilde, mise en scène Pierre Bauer
- 2014 : Bientôt viendra le temps de Line Knutson mise en scène Sophie Kandaouroff, Théâtre du Grütli
- 2015 : Une femme sans histoire, mise en scène Dorian Rossel, Festival de la Bâtie Genève et tournée.
- 2015 : 84 charing cross road de Helene Hanff, mise en scène Pierre Bauer
- 2016 : Un conte cruel de Valérie Poirier, mise en scène Martine Paschoud, Comédie de Genève/ Théâtre Le Poche Genève
- 2022 : Dans la mesure de l'impossible de Tiago Rodrigues, mise en scène Tiago Rodrigues,

### Metteuse en scène
- 2015 : Le beau monde d'après Le Mariage de Kretchinski et L'Affaire d'Alexandre Soukhovo-Kobyline, Théâtre du Loup
- 2019 : Summer break d'après Le songe d'une nuit d'été de William Shakespeare, Théâtre du Loup
- 2021 : Après Hamlet d'après Hamlet de William Shakespeare, Comédie de Genève

## Publication
- Natacha Varga-Koutchoumov, Les bonnes résolutions d’Isabelle Koulik, Lausanne, Suisse, Éditions Pierre Marcel Favre, 2010, 168 p. (ISBN 978-2-8289-1030-3)

## Presse
chroniques pour "Les quotidiennes", publiées dans le Matin. Chroniques sur le festival de Cannes dans le journal LE TEMPS, Chroniques sur la RSR_La première.

## Distinctions
Prix
- 2007 : Prix du cinéma suisse de la meilleure interprétation dans un second rôle pour Pas de panique de Denis Rabaglia.

Nominations
- 2005 : Nomination au Prix du cinéma suisse de la meilleure interprétation dans un second rôle pour Garçon stupide de Lionel Baier.
- 2009 : Nomination au Prix du cinéma suisse de la meilleure interprétation féminine pour Un autre homme de Lionel Baier.